# Puntuación japonesa

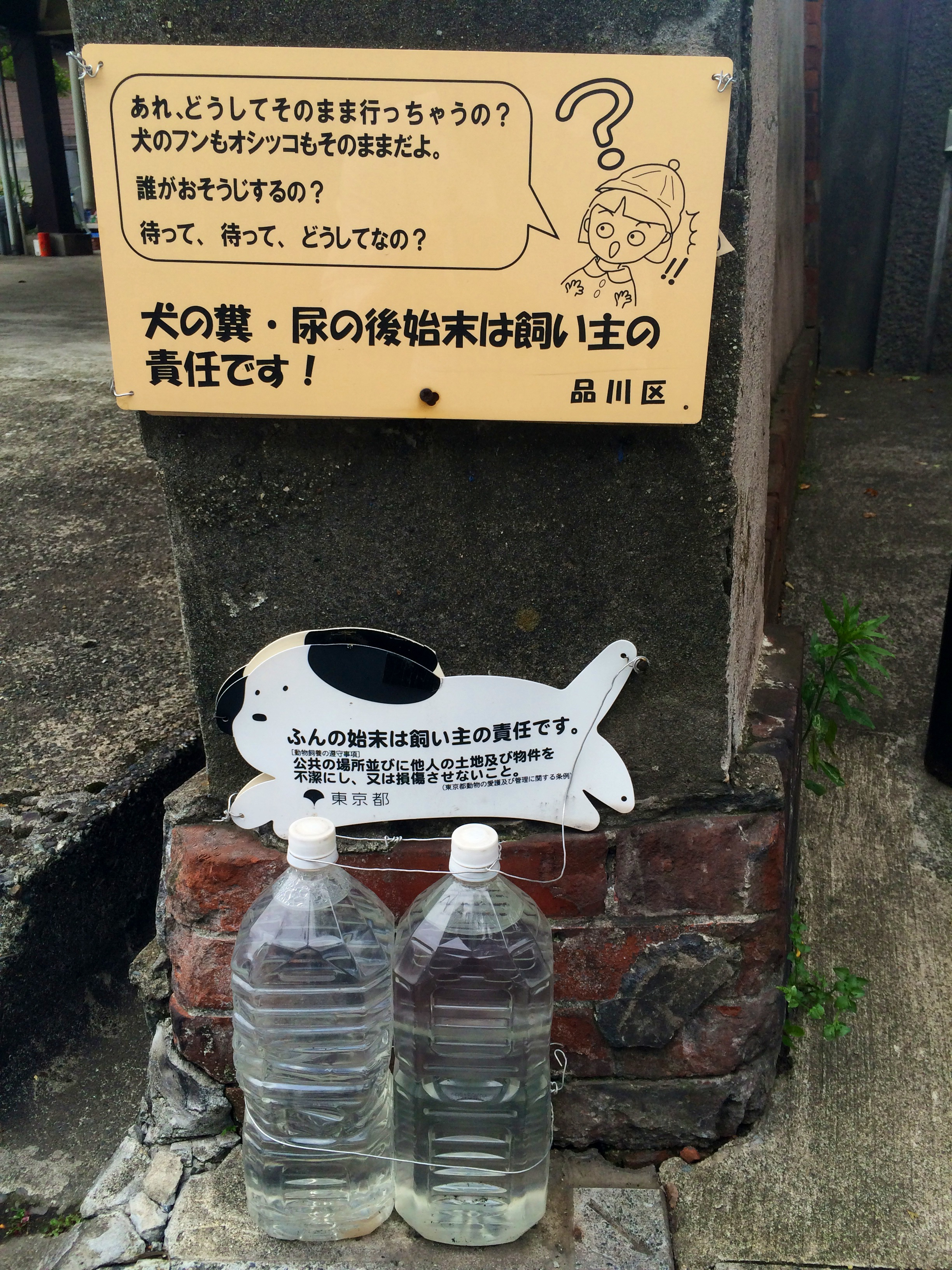
Varios signos de puntuación en un cartel en japonés

La puntuación japonesa  (約物 yakumono?) consta de varios símbolos, algunos de ellos distintos de los signos de puntuación de las lenguas europeas. Muchos de ellos, como el de interrogación y el de exclamación, no se utilizan en la escritura formal.
El idioma japonés se puede escribir en horizontal o en vertical: algunos signos de puntuación se adaptan a este cambio de dirección, y otros permanecen invariables. En un texto en vertical, los paréntesis y corchetes, los puntos suspensivos, las rayas y las virgulillas giran 90° en el sentido de las agujas del reloj.
Los signos de puntuación japoneses normalmente ocupan un espacio completo, por lo que son tan anchos como los caracteres que los rodean.
Los signos de puntuación comenzaron a aparecer en el siglo XIX, cuando se introdujeron en Japón las traducciones de textos europeos.

## Signos de puntuación japoneses

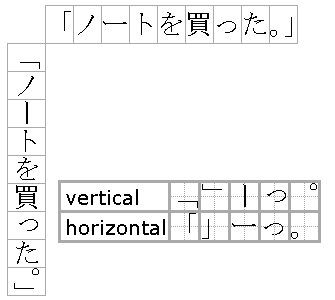
Este diagrama muestra las diferencias en la orientación de los signos de puntuación en la escritura horizontal y la vertical de un texto con hiragana, katakana y kanji.

### Paréntesis
El idioma japonés utiliza varios tipos de paréntesis  (括弧 kakko?). Al igual que en español, los paréntesis consisten en dos signos gráficos que sirven para delimitar un texto dentro de otro. Cuando se escribe en vertical, éstos rotan 90° en el sentido de las agujas del reloj. Cuando se utiliza el genkō yōshi, una hoja dividida en cuadrados para escribir a mano, cada paréntesis ocupa una casilla entera.

#### Llaves
｛ ｝
 (波括弧 namikakko?, "paréntesis ondulados")

#### Paréntesis redondos
（ ）
 (丸括弧 marukakko?, "paréntesis redondos")

#### Corchetes
［ ］
 (角括弧 kakukakko?, "paréntesis angulares")

#### Corchetes lenticulares
【 】
 (隅付き括弧 sumitsukikakko?, "paréntesis rellenos")

### Coma
| Símbolo | Unicode | JIS X 0213 | Codificación |
| ------- | ------- | ---------- | ------------ |
| 、      | U+3001  | 1-1-2      | &#12289;     |

La coma  (読点 tōten?) se puede utilizar en varios contextos: su principal cometido es el de separar diferentes elementos dentro de una misma frase. En la escritura horizontal se sitúa en la parte inferior derecha del carácter que la precede, de forma similar a la puntuación occidental (en el genkō yōshi ocupa una casilla aparte).
En los textos que contienen tanto caracteres japoneses como latinos, puede aparecer también una coma occidental adecuada al tamaño de los caracteres que los rodean. A diferencia de su homóloga occidental, no se inserta ningún espacio después.
| Símbolo | Unicode | JIS X 0213 | Codificación |
| ------- | ------- | ---------- | ------------ |
| ，      | U+FF0C  | 1-1-4      | &#65292;     |

### Puntos suspensivos
| Símbolo | Unicode | JIS X 0213 | Codificación |
| ------- | ------- | ---------- | ------------ |
| …       | U+2026  | 1-3-63     | &#8230;      |
| ‥       | U+2025  | 1-3-63     | &#8229;      |

Los puntos suspensivos  (リーダ rīdā?, leader, también conocidos como 点線, tensen, "línea de puntos", o てんてん, ten-ten, "punto-punto") se añaden cuando en el texto hay una omisión intencionada (aposiopesis), una abreviación, una pausa o un pensamiento inacabado. Este signo de puntuación ha sido incorporado de las lenguas europeas.
A diferencia de la ortografía occidental, en la que los puntos suspensivos son siempre tres, en la japonesa su número puede variar: suele haber tres o seis (los "seis puntos" se obtienen yuxtaponiendo dos símbolos de tres). En un texto en horizontal, se pueden encontrar tanto en la parte inferior derecha del carácter anterior como en el centro de la línea; en cambio, en un texto en vertical, siempre están en el centro de la columna.
Otros usos:
- como sustitutos de los guiones;
- en el manga y las novelas visuales pueden aparecer globos que contengan sólo puntos suspensivos, que indican la falta de palabras o el silencio del personaje.

### Punto
| Símbolo | Unicode | JIS X 0213 | Codificación |
| ------- | ------- | ---------- | ------------ |
| 。      | U+3002  | 1-1-3      | &#12290;     |

El punto  (句点 kuten?), a diferencia de la puntuación occidental, es un pequeño círculo sin rellenar. En la escritura horizontal, al igual que en las ortografías europeas, el punto final japonés se sitúa en la parte inferior derecha del carácter precedente. En un texto vertical, en cambio, se sitúa inmediatamente debajo y a la derecha del último carácter (si se utiliza el genkō yōshi ocupará una casilla aparte). A diferencia del japonés, en un texto vertical chino el punto final está siempre en el centro de la casilla.
A diferencia del punto occidental, el punto japonés se utiliza a menudo para separar frases consecutivas, y con frecuencia se omite cuando una frase aparece aislada. No se deja ningún espacio adicional después del punto.
En los textos que contienen tanto caracteres japoneses como latinos, también puede estar presente el punto occidental.

#### Nombres que llevan punto
A partir de los años 80, en Japón empezaron a aparecer títulos, frases y eslóganes que terminaban en punto. En la década de 1990, el grupo musical Morning Musume. (モーニング娘。) comenzó a utilizar un punto en su nombre, y difundió este nuevo uso del punto japonés, que también se puede encontrar en:
- Good Person. (いいひと。Ii Hito), un manga de Shin Takahashi;
- Ecomoni. (エコモ二。), un grupo de música pop de Hello! Project;
- Nobuta. O Produce (野ブタ。をプロデュース), una serie de televisión (dorama) emitida por NTV en 2005;
- Your Name. (君の名は。Kimi no Na wa), una película de animación dirigida por Makoto Shinkai.

### Punto medio
El punto medio ・  (中黒 nakaguro?, "centro negro") o punto medio del katakana (como lo denomina el Consorcio Unicode) se utiliza para separar palabras. Tiene una anchura equivalente a la de la mayoría de los kana y kanji. También se conoce como nakapochi, nakapotsu y nakaten.
Se utiliza principalmente para:
- Separar las palabras japonesas cuyo significado resultaría difícil de entender si se yuxtapusieran sin ningún tipo de separador;
- Separar los elementos de una lista en lugar de la coma: 小・中学校 ("escuela primaria y secundaria"), en lugar de 小、中学校;
- Separar los nombres y palabras extranjeras cuando se escriben completamente en kana: パーソナル・コンピューター (personal computer);
- Separar nombres japoneses cuando se tiene dificultad para entender dónde acaba un nombre y empieza el siguiente (en el manga, el punto medio se sustituye a menudo por otros símbolos como la estrella);
- Separar títulos, nombres y cargos: 部長補佐・鈴木 ("Jefe de Departamento Adjunto de Suzuki");
- Separar la parte entera de la parte decimal en un número escrito en kanji: 三・一四 (3,14);
- Sustituir los guiones, rayas y los dos puntos en la escritura vertical.

### Símbolo de alternancia de partes
| Símbolo | Unicode | JIS X 0213 | Codificación |
| ------- | ------- | ---------- | ------------ |
| 〽      | U+303D  | 1-3-28     | &#12349;     |

El símbolo de alternancia de partes

El símbolo de alternancia de partes 〽  (庵点 ioriten?, "punto de cabaña", o 歌記号, utakigō, "signo de canción") se utiliza para indicar el comienzo de una canción o, en un guion teatral, el punto en el que comienza la línea de otro actor.
Este símbolo es muy común en los textos de teatro nō y en el estilo poético del renga (poesía en cadena). En los libros de nō, aparece al principio de la parte de cada personaje (o coro), pero en ocasiones también se usa la comilla de apertura (「).

### Comillas

#### Comillas simples
「 」
 (鉤括弧 kagikakko?, "paréntesis de gancho")

#### Comillas dobles
『 』
〝 〟
Las comillas dobles (二重鉤括弧 nijūkagikakko?, "paréntesis dobles de gancho") se utilizan dentro de un texto ya entrecomillado: 「...『...』...」, que puede ser una cita o el título de un libro (como en japonés no existe la cursiva, la única forma de destacar un título del resto del texto es poniéndolo entre comillas). A veces, en los libros, también se utilizan las comillas dobles para expresar que el texto se está oyendo de un teléfono o cualquier otro tipo de aparato.

### Espacio
| Símbolo | Unicode | JIS X 0213 | Codificación |
| ------- | ------- | ---------- | ------------ |
| ⟨ ⟩     | U+3000  | 1-1-1      | &#12288;     |

Uso de los espacios en el genkō yōshi:
1. Tres espacios antes del título;
2. Un espacio entre el apellido y el nombre del autor; un espacio debajo del nombre;
3. Un espacio en blanco antes de cada párrafo;
4. Dos espacios en blanco encima de los subtítulos, que también deben estar rodeados por dos columnas en blanco;
5. Los signos de puntuación ocupan una casilla entera. Sin embargo, cuando el carácter que los precede se encuentra en la parte inferior de la columna, deben colocarse dentro del cuadrado del último carácter.

Un espacio ( ) es un área vacía de texto. En japonés, la palabra espacio (スペース, supēsu) es un préstamo lingüístico del inglés (space). Al igual que los demás signos de puntuación, el espacio es del mismo tamaño que los caracteres CJK, razón por la cual también se denomina "espacio ideográfico".
En las lenguas occidentales, como el español, el espacio se utiliza para separar las palabras unas de otras y de los signos de puntuación. En cambio, en los textos japoneses no se utilizan espacios para separar las palabras, a excepción de los textos escritos íntegramente en katakana o hiragana, donde puede ser necesario recurrir a ellos para evitar confusiones.
En japonés, a menudo se deja un espacio antes del primer carácter de un nuevo párrafo, especialmente cuando se está escribiendo en genkō yōshi (papel cuadriculado). También se inserta después de signos de puntuación extranjeros, como el de exclamación y el de interrogación, y entre el apellido y el nombre. En ocasiones, el espacio ideográfico sustituye a los dos puntos y a la coma: 大和銀行 大阪支店 ("Banco de Yamato, sucursal de Osaka").
Cuando no se dispone de este carácter, se puede recurrir a la entidad HTML &emsp;, el espacio que tiene la misma longitud que la raya. No presenta ninguna diferencia sustancial respecto al espacio ideográfico.

### Raya ondulada
| Símbolo | Unicode | JIS X 0213 | Codificación |
| ------- | ------- | ---------- | ------------ |
| 〜      | U+301C  | 1-1-33     | &#12316;     |

La raya ondulada

La raya ondulada (波ダッシュ nami dasshu?) se asemeja a una virgulilla alargada. En japonés se utiliza para:
- indicar un intervalo: 5時〜6時 ("de las 5:00 a las 6:00"); 東京〜大阪 ("de Tokio a Osaka"). En estos casos se lee como … kara… made (…から…まで);
- separar un título del subtítulo en la misma línea (en español se suelen utilizar los dos puntos);
- destacar los subtítulos: 〜概要〜 ("resumen");
- sustituir a los paréntesis cuando se utilizan de dos en dos: 〜〜答え〜〜 ("respuesta");
- indican el origen: フランス〜 ("de Francia");
- alargar la vocal final, especialmente para conseguir un efecto cómico o kawaii:  ですよね〜 ("¿no es así?"); あ〜〜〜 ("¡ah!");
- sugerir la presencia de música: ♬ 〜;
- separar un texto de otro, a modo de greca: 〜〜〜〜〜 o 〜・〜・〜.

## Otros signos de puntuación de uso común
Las versiones japonesas de estos signos de puntuación suelen ser caracteres de ancho completo. Al escribir en japonés, detrás de estos signos se suele dejar un espacio completo.

### Dos puntos
： 
Los dos puntos (コロン koron?, colon) consisten en un par de puntos situados verticalmente uno encima del otro, cuya función principal es indicar que la frase que les sucede demuestra, aclara o explica lo que se ha dicho anteriormente. Este signo de puntuación también puede servir para introducir una lista, a la que se hace referencia en la frase que la precede. Aunque no forma parte de la puntuación japonesa, en ocasiones se utiliza en los ensayos académicos.
Al igual que en español, los dos puntos se emplean a menudo para separar unidades de tiempo (4:05, en lugar de 4時5分 o 4分5秒, "cuatro horas y cinco minutos" y "cuatro minutos y cinco segundos", respectivamente), o para indicar una lista (日時:3月3日 4時5分, "Día/hora: 3 de marzo, 4:05 p.m.").

### Signo de exclamación
！ 
El signo de exclamación (感嘆符 kantanfu?), también llamado coloquialmente びっくりマーク (bikkuri māku, lit. "signo de sorpresa"), se suele emplear después de una interjección o exclamación para expresar una emoción intensa o un tono de voz elevado, y a la vez suele desempeñar la función del punto final, es decir, concluir la frase. Una frase que termine con un signo de exclamación puede ser una interjección ("¡Vaya!", "¡Bah!"), una orden ("¡Pare!") o una frase que implique sorpresa ("¡Han encontrado las huellas de un perro gigante!").
Aunque el signo de exclamación no se utiliza nunca en el lenguaje escrito formal, es muy común en los textos informales, el fanfiction y el manga.

### Signo de interrogación
？ 
En el lenguaje formal, todas las oraciones, incluidas las interrogativas, terminan con un punto (。). No obstante, el signo de interrogación es un signo de puntuación muy común, sobre todo en el ámbito informal, en el manga y el fanfiction. Su nombre en japonés es 疑問符 (gimonfu), aunque también se le conoce, de manera más coloquial, como はてなマーク (hatena māku), o por la transcripción en katakana de la expresión inglesa question mark (クエスチョンマーク, kuesuchonmāku, o クエッションマーク, kuesshonmāku).

### Nota musical
♪ 
Este signo, colocado en medio o al final de una frase, indica el hecho de que forma parte de la letra de una canción o que se debe pronunciar cantando. Ejemplo: うさぎおひし♪ かのやま♪ ("Perseguía conejos ♪ en aquella montaña ♪"; se trata del primer verso de la canción Furusato).